# Conrad Ludvig Revenfeld
Conrad Ludvig Revenfeld (17. oktober 1757 på Dänisch Nienhof – 29. februar 1844 i Hamborg) var en dansk officer og godsejer.
Revenfeld var søn af landråd, kammerherre Christian Ditlev Revenfeld til Dänisch Nienhof (1725-1794) og Augusta Christine Reventlow (1722-1789) og arvede godset efter faderen.
Han blev 1770 sekondløjtnant i Livregiment Dragoner (norske livregiment ryttere), 1787 ritmester og 1791 kammerjunker hos kong Christian VII. Han var 1799-1808 opvartende kammerherre hos kongen, der døde i hans arme. Han blev senere generalmajor.
4. november 1796 ægtede han i Gestelev Kirke Helle Urne von Lüttichau (1768-1808).